# آروتک
آروتک (انگلیسی: Arotech) شرکت دفاعی آمریکایی است، که در سال ۱۹۹۰ تأسیس شد.